# غزو القطب
غزو القطب (بالفرنسية: À la conquête du pôle)‏ هو فيلم صامت خيال علمي فرنسي من إخراج وبطولة جورج ميلييس، صدر الفيلم في 3 مايو 1912.